# Graphidaceae
Los Graphidaceae son una familia de hongos del orden Ostropales.

## Géneros
- Acanthothecis
- Anomalographis
- Anomomorpha
- Carbacanthographis
- Chroodiscus
- Diorygma
- Dyplolabia
- Fissurina
- Glyphis
- Graphis
- Gymnographa
- Gymnographopsis
- Hemithecium
- Phaeographina
- Phaeographis
- Platygramme
- Platythecium
- Redonographa
- Sarcographa
- Thalloloma
- Thecaria